# Jackie Henderson
Jackie Henderson, właśc. John Gillespie Henderson (ur. 17 stycznia 1932 w Glasgow, zm. 26 stycznia 2005 w Poole) – szkocki piłkarz występujący na pozycji napastnika.

## Kariera klubowa
Henderson treningi rozpoczął w przykościelnym zespole Kirkintilloch Boys Club. W 1947 roku przeszedł do juniorów angielskiego zespołu Portsmouth, a w 1951 roku został włączony do jego pierwszej drużyny, grającej Division One. W lidze tej zadebiutował 22 września 1951 w przegranym 1:3 meczu z Sunderlandem, zaś 29 września 1951 w wygranym 2:0 pojedynku z Aston Villą strzelił swojego pierwszego gola w Division One. W sezonie 1954/1955 zajął z klubem 3. miejsce w lidze.
W marcu 1958 został zawodnikiem Wolverhampton Wanderers, z którym w sezonie 1957/1958 zdobył mistrzostwo Anglii. W sezonie 1958/1959 zdążył rozegrać 8 spotkań dla Wolves, po czym w październiku 1958 odszedł do Arsenalu, także występującego w Division One. Wolverhampton został zwycięzcą tamtej edycji rozgrywek, zatem Henderson mógł przypisać sobie kolejne mistrzostwo Anglii. Arsenal zajął zaś wówczas 3. miejsce. 
Na początku 1962 roku przeszedł do ligowego rywala, Fulham i występował tam do końca sezonu 1963/1964. Następnie był graczem nieligowych drużyn Poole Town oraz Dorchester Town. W 1971 roku zakończył karierę.
W Division One rozegrał 374 spotkania i zdobył 109 bramek.

## Kariera reprezentacyjna
W reprezentacji Szkocji Henderson zadebiutował 6 maja 1953 w przegranym 1:2 towarzyskim meczu ze Szwecją, a 3 października 1953 w wygranym 3:1 pojedynku el. do MŚ 1954 z Irlandią Północną strzelił swojego jedynego gola w kadrze. 
W 1954 roku został powołany do kadry na mistrzostwa świata. Nie zagrał jednak na nich w żadnym meczu, a Szkocja zakończyła turniej na fazie grupowej.
W latach 1953–1958 w drużynie narodowej rozegrał 7 spotkań.